# ابوقتاده انصاری
ابوقتاده انصاری از قبیله خزرج و از صحابه محمد، پیامبر اسلام است. عمدتاً نام وی را حارث بن ربعی بن بلدمه ثبت کرده‌اند، اما برخی نیز نام وی را نعمان یا عمرو گفته‌اند. پسرانش عبداللّه و عبدالرحمن نام داشتند. وی در زمان محمد در غزوات و سرایای فراوان شرکت داشت و به «سوارکار پیامبر خدا» (فارس رسول‌الله) مشهور شد. برخی از مورخان وی را از بدریون دانسته‌اند، اما در این خصوص اختلاف است. او در فتح یمن در سال ۹ هجری تحت فرمان علی بود. در زمان ابوبکر، در جنگ رده شرکت کرد. اما وقتی خالد بن ولید مالک بن نویره را کشت و با همسر وی ازدواج کرد، از خالد جدا شد و نزد ابوبکر علیه وی شهادت داد که چرا مالک راکشته و با همسرش ازدواج کرده است. پس از آن از سپاه مسلمانان کناره گرفت و نامش در فتوحات مسلمانان جز فتح ایران ذکر نشده‌است. در زمان خلافت علی، از سوی وی به فرمانداری مکه گمارده شد و در نبردهای جمل، صفین و نهروان شرکت داشت. بنا بر نقل مشهور وی در کوفه در زمان خلافت علی درگذشت. اما واقدی تاریخ مرگ وی را سال ۵۴ در مدینه ذکر می‌کند. وی از رجال حدیث معتبر نزد شیعه و سنی است و هر دو از وی حدیث روایت کرده‌اند.